# 莱尔 (杜省)
莱尔（法語：Laire，法語發音：[lɛʁ]）是法国杜省的一个市镇，属于蒙贝利亚尔区。

## 地理
莱尔（47°33'2"N, 6°43'58"E）面积3.17 平方千米，位于法国勃艮第-弗朗什-孔泰大區杜省，该省份为法国东部内陆省份，北起上索恩省，西接汝拉省，东部及东南部与瑞士接壤，东北部与贝尔福地区省接壤。
与莱尔接壤的市镇（或旧市镇、城区）包括：蒙贝利亚尔、赖南、特雷曼、韦尔朗、维扬勒瓦勒、埃里库尔、艾布尔。

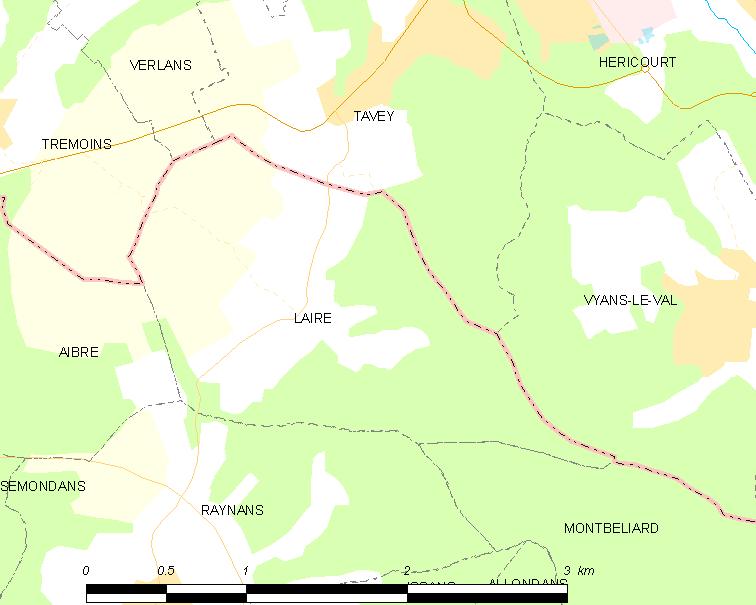
的OSM定位图

莱尔的时区为UTC+01:00、UTC+02:00（夏令时）。

## 行政
莱尔的邮政编码为25550，INSEE市镇编码为25322。

## 政治
莱尔所属的省级选区为巴旺县。

## 人口

1962-2008年间人口变化图示

莱尔于2022年1月1日时的人口数量为410人。